# Estadio 22 de Mayo
El Estadio Moulay Rachid (en árabe:استاد 22 مايو) es un estadio de usos múltiples en Adén, una localidad del país asiático de Yemen. Actualmente se utiliza sobre todo para los partidos de fútbol y sirve como el estadio del Al-Tilal. El espacio tiene capacidad para 30 000 personas. Fue la sede anfitriona de la Copa del Golfo de las 20 de Naciones una competición de fútbol celebrada a partir del 22 de noviembre de 2010. El primer partido fue entre Yemen y Arabia Saudita.